# Leptosphaeria cylindrospora
Leptosphaeria cylindrospora är en svampart som tillhör divisionen sporsäcksvampar, och som beskrevs av Bernhard Auerswald, Gustav Niessl von Mayendorf och sacc. Leptosphaeria cylindrospora ingår i släktet Leptosphaeria, och familjen Phaeosphaeriaceae. Arten är reproducerande i Sverige.